# Bogense
Bogense är en stad och tätort i Region Syddanmark i Danmark. Tätorten har 4 060 invånare (2024). Bogense är centralort i Nordfyns kommun och ligger på Fyn, cirka 26 kilometer nordväst om Odense. Bogense var centralort i Bogense kommun fram till kommunreformen 2007.
Bogenses äldsta stadsprivilegier härrör från 1288. Under medeltiden var den en ganska ansenlig stad. Under 1900-talet fungerade Bogense främst som utförselhamn för lantbruksprodukter, med liten industri. Bland dessa fanns gjuteri och mekanisk verkstad.
Dansk Sprognævn har sitt säte i Bogense.

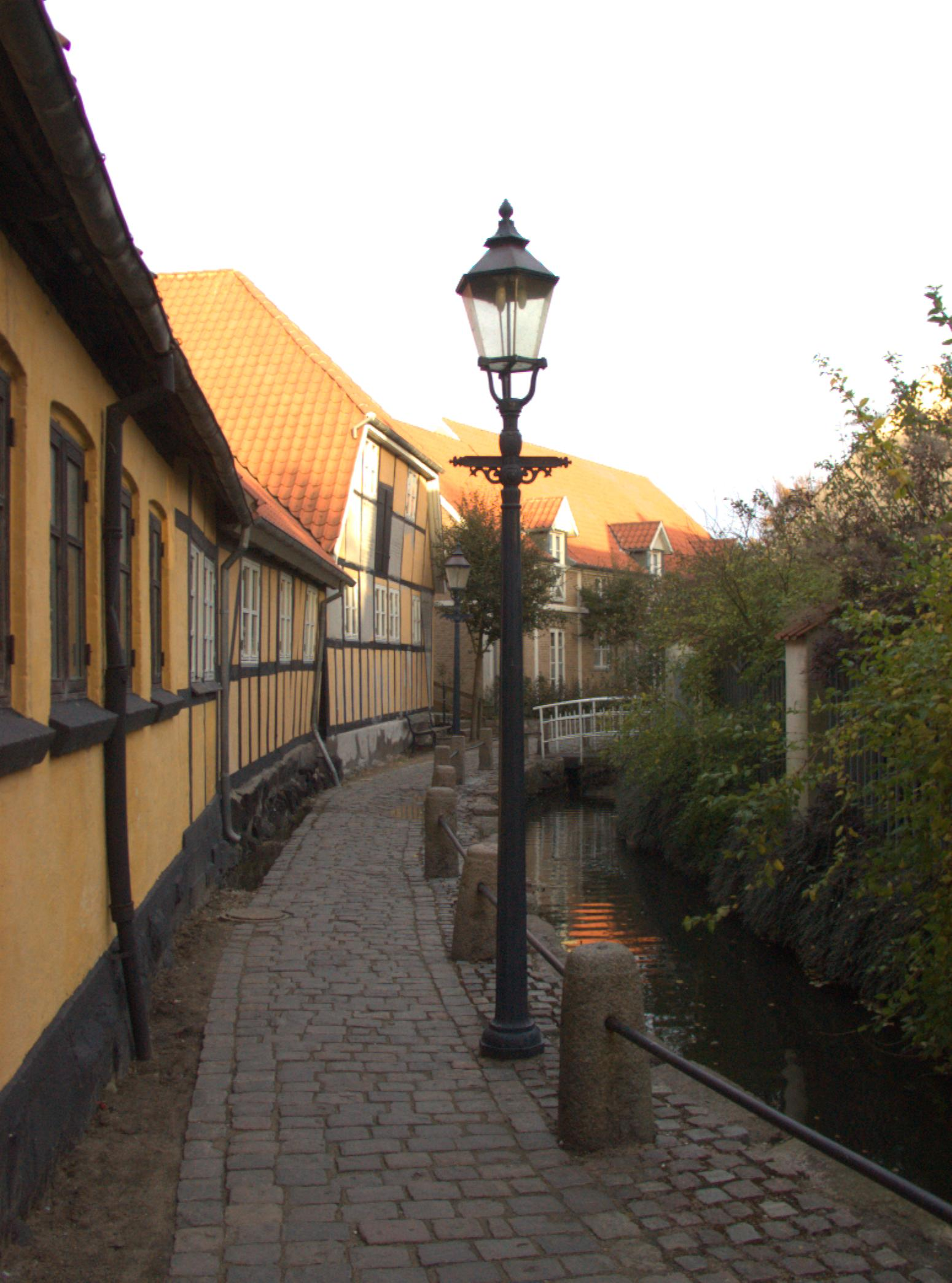
Bybækken i Bogense.